# إيمانويل كاراليس
إيمانويل كاراليس (اليونانية: Εmmanouil Karalis، من مواليد 20 أكتوبر 1999) هو لاعب القفز بالزانة يوناني. وهو ابن لأب يوناني من بيرغوس وأم أوغندية. فاز بالميدالية الفضية في 2019 و 2021 بطولة أوروبا لألعاب القوى تحت 23 سنة، والميدالية البرونزية في دورة الألعاب الأولمبية الصيفية 2024 واحتلال المركز الرابع في دورة الألعاب الأولمبية الصيفية 2020. لديه أخت توأم تدعى أنجيليكي.